# 분틀링
분틀링(Boontling)은 미국 캘리포니아주의 분빌(Boonville)이라는 마을에서 19세기 말에 만들어져 사용되었던 은어체계이다. 제한적인 인공어로도 본다.

## 역사
분틀링의 기원에 대해서는 몇가지 설이 있다. 1890년 무렵에 마을 주민인 에드 클레멘트(Ed Clement)와 랭크 맥김지(Lank McGimsey)가 최초로 만들었다고 하며, 그 밖에 마을 어린이들이 어른들이 알아들을 수 없는 비밀언어 만들기 게임의 일환으로 만들었다는 설, 여성과 마을 어린이들이 재미로 만들어진 은어들이 어린이들이 성장하면서도 계속 쓰면서 정착했다는 설등이 있다.

## 언어 개요
기본적으로 영어를 바탕으로 한 은어체계이다. 처음 분틀링을 개발한 두 사람이 각각 스코틀랜드계와 아일랜드계의 미국인들이었던 점에서 스코틀랜드 게일어 및 아일랜드어의 어휘와 해당 지역의 토착언어인 포모아어, 스페인어 등에서 비롯된 어휘적 영향이 현저하다. 어휘는 1000개 이상에 달하며, 주로 성적인 내용을 가리키는 은어,비어가 주류를 이룬다.

## 분틀링 단어의 예
- applehead - 젊은 여자,여자친구,부인
- bahl- 좋은 뛰어난
- bat 자위하다
- beelch 성관계
- belhoon 달러(돈)
- bird-stock 딸린 식구가 많은 남자
- can-kicky 화가 난
- chigrel 음식 먹거리
- fair and right a person 돈을 주거나 꾸어주는 사람
- gannow 사과(사과의 한 품종을 가리키는 스페인어에서 유래)
- high heel 체포하다(지역 보안관의 한쪽 다리가 짧아 짧은 쪽 다리에 하이힐을 신고 있다는 사정에서 비롯됨)
- hood 별난 사람 이상한 사람(마을로 새로 이사온 한 가족의 아이가 하루종일 후드만 쓰고 돌아다녔다는 사정에서 비롯됨)
- Joe 전화기(마을에서 최초로 전화기를 가진 사람의 이름에서 따왔을 것으로 추정)
- tweed 10대 애들
- zeese 커피

## 같이 보기
- 치누크 자곤
- 방언
- 언어공동체